# Waisenhausstraße (Düren)

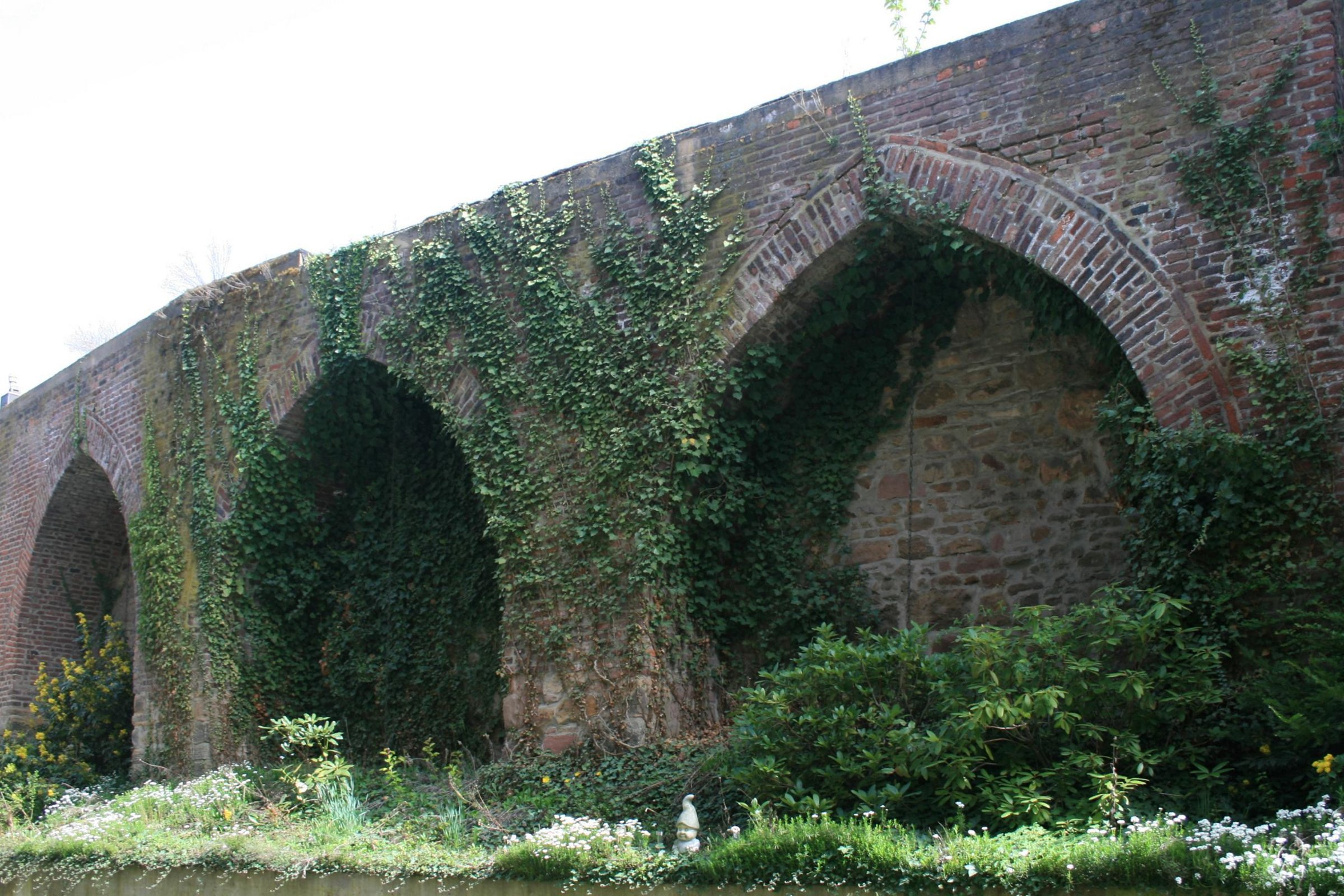
Stadtmauerrest in der Waisenhausstraße

Die Waisenhausstraße in der Kreisstadt Düren (Nordrhein-Westfalen) ist eine alte Innerortsstraße. Sie verbindet die Oberstraße und die Hohenzollernstraße. Die Straße liegt innerhalb der Dürener Stadtbefestigung. Davon zeugt noch der Stadtmauerrest Hohenzollernstraße/Waisenhausstraße.

## Geschichte
Man sieht es dem Namen „Waisenhausstraße“ an, dass er noch recht jung und modern ist. Tatsächlich wurde er auch erst durch Stadtratsbeschluss vom 12. Mai 1893 so genannt; gedacht war dabei an das katholische Waisenhaus in der alten Rentmeisterei, die der Dürener Oberpfarrer bzw. Dechant Franz Anton Vaßen im Jahre 1854 für fünftausend Taler zu diesem Zwecke angekauft hatte. Nach einigen Um- und Erweiterungsarbeiten konnte das Haus 1855 in Benutzung genommen werden. Die gesteigerten Ansprüche machten einen Neubau notwendig, zu dem am 24. Mai 1893 an der eben neu getauften Straße der Grundstein gelegt wurde, am 16. September 1894 war das neue Waisenhaus bezugsfertig.
Vor diesem Zeitpunkt trug die Straße den Namen „Spilgasse“, so Anno 1413, dann „Spitalgasse“ 1421 und 1441 oder Spul-, Spoel- und Spülgasse 1882. Die Sammlungen von Materialien zur Geschichte Dürens von 1835 überliefern noch den Namen „allgemeine Notgasse“, ohne jedoch die Quelle zu nennen, aus der sie die Bezeichnung schöpfen. Der Name „Spitalgasse“, der so einfach aussieht, ist durchaus nicht so einfach zu erklären. Von einem Spital in dieser Gasse wissen wir nichts, auch wenn sie in der französischen Zeit (1794–1815) „Rue des gardes malades“ (Straße der Krankenwächter) genannt wurde. Einige Lokalhistoriker leiten den Namen „Spöl- oder Spülgasse“ vom Spülen des Wollgewebe bei der Tuchherstellung zurück. An das Spülen der Wolle würde man den Namen ohne weiteres anknüpfen dürfen, wenn ein Wasserlauf durch die Gasse flösse; aber diese Gasse hatte laut Stadtansicht von Wenzel Hollar keinen Wasserlauf und auch keinen Zugang zum Stadtbach, wogegen man wiederum einwenden kann, dass Hollars Plan erst 1634 entstanden ist und wir nichts oder nur wenig über die früheren Verhältnisse wissen.
Ein Versuch der Deutung.
In zahlreichen Orten, man braucht nur bis Merzenich zu gehen. Dort gab es ein „Spilhaus“ am „Spilplatz“ oder an der „Spilgasse“. Das Spilhaus war ein Versammlungshaus in dem Gerichtssitzungen, aber auch Volksfeste abgehalten wurden. Zu dieser Deutung würde auch die Bezeichnung „Notgasse“ passen, die sich anderwärts in derselben Beziehung zu Gerichtsorten findet. Das wäre soweit gut in diese Fall, wenn man nicht wüsste, dass in Düren die Sitzungen des Gerichts auf und im Rathaus auf dem Kornmarkt stattfanden. Aber liegen hier vielleicht Rechtsverhältnisse aus einer Zeit vor, die wir nicht genau kennen? In Köln ist schließlich die „Spulmannsgasse“ aus altem „Spielmansgasse“ entstanden, da hier die Stadtpfeifer und Trommler wohnten. Das aus „Spielmannsgasse“ eine „Spil- bzw. Spielgasse“ entstehen kann, ist belegt.
Die „Spülgasse“ war ursprünglich eine Sackgasse, die bis zum „Herrenturm“ führte. Am 27. Februar 1883 beschloss die Stadt den Durchbruch der Spülgasse zur Köln-Obertor-Promenade, heute Hohenzollernstraße; die Verhandlungen mit den Anliegern und der Aachener Regierung zogen sich jedoch noch bis Ende 1883 hin. Anfang 1884 konnte dann die Arbeiten durchgeführt werden.
Nach der Zerstörung der Stadtkirche St. Anna beim Luftangriff vom 16. November 1944 war in dem Waisenhaus die Anna-Notkirche untergebracht. Heute wird das Gebäude als Altenwohnheim genutzt.